# Дамаскін Василь Никифорович
Василь Никифорович Дамаскін (1 січня 1903, село Добрянка Херсонської губернії, тепер Голованівського району, Кіровоградської області — 15 червня 1967, місто Кишинів, тепер Молдова) — радянський діяч, голова Кагульського повітового виконкому, голова Кишинівського окружного виконкому. Депутат Верховної ради Молдавської РСР 3—4-го скликань. Депутат Верховної ради СРСР 2—3-го скликань.

## Біографія
Народився в селянській родині. З червня 1920 до 1924 року служив у Червоній армії.
У 1924—1941 роках — на відповідальній господарській роботі в Молдавській АРСР.
Член ВКП(б) з 1931 року.
З 1942 року — в Червоній армії. Служив у політичному управлінні Середньоазіатського військового округу, перебував на політичній роботі в 33-й окремій мінометній бригаді Середньоазіатського військового округу та 168-му стрілецькому полку запасної стрілецької бригади.
З травня 1943 до червня 1944 року — комісар бригади 1-го Молдавського з'єднання партизанських загонів.
У 1944—1951 роках — голова виконавчого комітету Кагульської повітової ради депутатів трудящих Молдавської РСР; начальник Головного управління сільського і колгоспного будівництва при Раді міністрів Молдавської РСР.
31 липня 1951 — червень 1952 року — міністр соціального забезпечення Молдавської РСР.
У лютому 1952 — червні 1953 року — голова виконавчого комітету Кишинівської окружної ради депутатів трудящих Молдавської РСР.
26 жовтня 1953 — 18 квітня 1959 року — міністр автомобільного транспорту і шосейних доріг Молдавської РСР.
З 1959 року — начальник Головного управління організованого набору робітників та переселення при Раді міністрів Молдавської РСР. 
Помер 15 червня 1967 року в місті Кишиневі.

## Звання
- лейтенант
- старший лейтенант

## Нагороди
- орден Вітчизняної війни І ст. (10.01.1945)
- орден Трудового Червоного Прапора
- орден Червоної Зірки (18.11.1943)
- медаль «Партизанові Вітчизняної війни» 1-го ст.
- медаль «За перемогу над Німеччиною у Великій Вітчизняній війні 1941—1945 рр.»
- медаль «За доблесну працю у Великій Вітчизняній війні 1941—1945 рр.»
- медалі